# Grzegorz Eitel
Grzegorz Michał Eitel (* 14. ledna 1981 Varšava) je bývalý polský zápasník–judista.

## Sportovní kariéra
S judem začal ve 14 letech, potom co se neprosazoval v basketbalu. Připravoval se v armádním vrcholovém sportovním centru Gwardia ve Varšavě pod vedením Sławomira Smatera. V juniorském věku byl polskou reprezentační jedničkou v těžké váze nad 100 kg, ale s přestupem mezi seniory v roce 2001 jeho pozici zaujal o hlavu vyšší a mohutnější Janusz Wojnarowicz. Wojnarowicze dokázal v reprezentaci překonat pouze v olympijském roce 2004, kdy si výbornými výsledky ve světovém poháru řekl o nominaci na olympijské hry v Athénách. Do Athén však formu nevyladil a vypadl v úvodním kole s Číňanem Pan Songem na ippon. V dalších letech pouze udržoval pozici reprezentační dvojky v těžké váze a sportovní kariéru ukončil po nevydařené kvalifikaci na olympijské hry v Londýně v roce 2012.

## Výsledky

### Váhové kategorie
| Turnaj             | 1997       | 1998       | 1999       | 2000       | 2001       | 2002       | 2003       | 2004       | 2005       | 2006       | 2007       | 2008       | 2009       | 2010       | 2011       |
| Turnaj             | 16         | 17         | 18         | 19         | 20         | 21         | 22         | 23         | 24         | 25         | 26         | 27         | 28         | 29         | 30         |
| Turnaj             | těžká váha | těžká váha | těžká váha | těžká váha | těžká váha | těžká váha | těžká váha | těžká váha | těžká váha | těžká váha | těžká váha | těžká váha | těžká váha | těžká váha | těžká váha |
| ------------------ | ---------- | ---------- | ---------- | ---------- | ---------- | ---------- | ---------- | ---------- | ---------- | ---------- | ---------- | ---------- | ---------- | ---------- | ---------- |
| Olympijské hry     |            |            |            | —          |            |            |            | úč.        |            |            |            | —          |            |            |            |
| Mistrovství světa  | —          |            | —          |            | —          |            | —          |            | —          |            | —          |            | —          | úč.        | úč.        |
| Mistrovství Evropy | —          | —          | —          | —          | —          | —          | —          | úč.        | —          | —          | —          | —          | —          | —          | —          |
| MS juniorů         |            | 3.         |            | 7.         |            |            |            |            |            |            |            |            |            |            |            |
| ME juniorů         | úč.        | —          | 3.         | 1.         |            |            |            |            |            |            |            |            |            |            |            |

### Bez rozdílu vah
| Turnaj             | 1997 | 1998 | 1999 | 2000 | 2001 | 2002 | 2003 | 2004 | 2005 | 2006 | 2007 | 2008 | 2009 | 2010 | 2011 |
| Turnaj             | 16   | 17   | 18   | 19   | 20   | 21   | 22   | 23   | 24   | 25   | 26   | 27   | 28   | 29   | 30   |
| ------------------ | ---- | ---- | ---- | ---- | ---- | ---- | ---- | ---- | ---- | ---- | ---- | ---- | ---- | ---- | ---- |
| Mistrovství světa  | —    |      | —    |      | —    |      | —    |      | —    |      | —    | 3.   |      | —    | —    |
| Mistrovství Evropy | —    | —    | —    | —    | —    | —    | —    | —    | úč.  | 7.   | 5.   |      |      |      |      |